# Unión Deportiva Fuerteventura
Maillots
L'Unión Deportiva Fuerteventura est un club de football espagnol basé à Puerto del Rosario.
Le club passe 3 saisons en Segunda División B (3e division) : en 2004-2005, et de 2007 à 2009. Il obtient son meilleur classement en D3 lors de la saison 2007-2008, où il termine 3e de son groupe.
Le club est liquidé en 2010 du fait de problèmes financiers et d'une mauvaise gestion.
Il jouait ses matchs à domicile au stade municipal de Los Pozos.

## Histoire
- CD Corralejo - (1975–2004)
- CD Fuerteventura - (1987–2004)
- UD Fuerteventura - (2004–2010)